# Toppserien
Toppserien är Norges högsta spelklass i fotboll för damer. Serien etablerades 1987 som 1. divisjon och blev 1996 Eliteserien innan Toppserien blev officiellt namn år 2000.

## Mästare sedan 1984
Sedan dess hade Norge följande seriemästare i fotboll för damer.
| - 1984: Sprint/Jeløy - 1985: Nymark - 1986: Sprint/Jeløy - 1987: Klepp - 1988: Asker - 1989: Asker - 1990: Sprint/Jeløy - 1991: Asker - 1992: Asker - 1993: Sprint/Jeløy - 1994: Trondheims-Ørn - 1995: Trondheims-Ørn | - 1996: Trondheims-Ørn - 1997: Trondheims-Ørn - 1998: Asker - 1999: Asker - 2000:Trondheims-Ørn - 2001: Trondheims-Ørn - 2002: Kolbotn - 2003: Trondheims-Ørn - 2004: Røa - 2005: Kolbotn - 2006: Kolbotn - 2007: Røa | - 2008: Røa - 2009: Røa - 2010: Stabæk - 2011: Røa - 2012: LSK Kvinner - 2013: Stabæk - 2014: LSK Kvinner - 2015: LSK Kvinner - 2016: LSK Kvinner - 2017: LSK Kvinner - 2018: LSK Kvinner - 2019: LSK Kvinner - 2020: Vålerenga Oslo - 2021: IL Sandviken - 2022: SK Brann Kvinner - 2023: Vålerenga Oslo - 2024: Vålerenga Oslo |